# Långgölen (Svinhults socken, Östergötland, 641108-147756)
Långgölen är en sjö i Ydre kommun i Östergötland och ingår i Motala ströms huvudavrinningsområde.